# Sky Sentinel
Sky Sentinel (vom englischen: „Himmelswächter“) ist ein von der Ukraine aufgrund des russischen Überfalls auf die Ukraine entwickelter autonomer Geschützturm zur Abwehr von Drohnenschwärmen. 

## Hintergrund
Seit Beginn des Kriegs gegen die Ukraine im Februar 2022 wurden bis zum zweiten Quartal 2025 über 45.000 Drohnen, meist vom Typ Shahed 136, von Russland im Kampf gegen die Ukraine eingesetzt. Dabei zielten die Angriffe insbesondere auf Energieinfrastruktur, Wohngebiete und städtische Zentren ab und trafen schwerpunktmäßig Charkiw, Sumy, Dnipro, Saporischschja, Kiew und Odessa. Die immer wichtigere Bedeutung des Drohnenkriegs im Russisch-Ukrainischen Kriegs veranlasste die Entwicklung dieses KI-gestützten Geschützes. Die Kosten pro Einheit belaufen sich auf rund 150.000 US-Dollar und sind damit deutlich günstiger als konventionelle Abfangraketen. Im Vergleich dazu kostet eine einzige Shahed-136-Drohne etwa 100.000 US-Dollar. Zum Schutz von Städten werden zwischen 10 und 30 dieser Abwehreinheiten benötigt.

## Technische Funktionsweise
Das autonom arbeitende System von Sky Sentinel kann sich um 360 Grad drehen und automatisch Ziele erfassen, verfolgen und abschießen. Es funktioniert komplett ohne menschliche Steuerung.  Der KI gesteuerte Geschützturm kann Ziele erfassen, die bis zu 800 km/h schnell sind. Gleichzeitig arbeitet das System äußert präzise und hat praktisch kein mechanisches Spiel. Für die Entfernungsmessung setzt das System zunächst auf ausländisches Systeme, da es aktuell keinen einheimischen Ersatz dafür gibt. Die Software wurde vollständig von ukrainischen Ingenieuren entwickelt. Das Geschütz selbst verwendet ein Browning M2 Standard-Maschinengewehr mit konventionellen Geschossen ohne Lenkmunition. Stattdessen wird der Schuss in Echtzeit ballistisch berechnet. Gerade diese Verbindung aus konventioneller Waffentechnik mit Hochleistungs-Steuerung machte das System vergleichsweise günstig.